# Lucian Sânmărtean
Lucian Iulian Sânmărtean (Bistrița, 13 de março de 1980) é um futebolista profissional romeno que atua como meia-atacante, atualmente defende o Al-Ittihad (Arábia Saudita).

## Carreira
Lucian Sânmărtean fez parte do elenco da Seleção Romena de Futebol da Eurocopa de 2016.